# Vernoux
Vernoux település Franciaországban, Ain megyében. Lakosainak száma 296 fő (2022. január 1.). Vernoux Courtes, Curciat-Dongalon, Saint-Trivier-de-Courtes és Romenay községekkel határos.

## Népesség
A település népessége az elmúlt években az alábbi módon változott:
| Lakosok száma | 208  | 151  | 148  | 195  | 322  | 321  | 330  | 313  | 306  | 296  |
|               | 1968 | 1982 | 1990 | 2006 | 2013 | 2015 | 2017 | 2019 | 2020 | 2022 |